# Maximiliano Meza
Maximiliano Eduardo Meza (Caá Catí, Corrientes; 15 de diciembre de 1992) es un futbolista argentino. Juega como extremo derecho o mediocampista ofensivo en el Club Atlético River Plate de la Primera División de Argentina.

## Trayectoria

### Club de Gimnasia y Esgrima La Plata
Comenzó en el Club Cambá Porá y se sumó a las divisiones inferiores de Gimnasia en la Quinta categoría (2010). Debutó el 26 de enero de 2013 en la victoria frente a Douglas Haig por 3 a 0, por Copa Argentina.
Logró el ascenso a la Primera División con el club platense en la temporada 2012-13 jugando 13 partidos (la mayoría entrando desde el banco), además de dos por la Copa Argentina 2012-13. En la temporada 2013-14 jugó 36 partidos, la mayoría de titular, aportando cinco goles  y afianzándose como volante por la derecha, dentro de los 11 del director técnico Pedro Troglio.
En el Torneo Final 2014 ya formaba parte de los 11 después de la lesión del jugador Ariel Matías García. Luego frente a River Plate sufrió una lesión: una micro fractura en el platillo de la tibia de su pierna izquierda por lo cual estuvo fuera de las canchas por 16 fechas hasta el enfrentamiento en el que Gimnasia derrotó a Independiente de Avellaneda por 1 a 0.
En el Clásico de Verano el cual ganó Estudiantes de la Plata  por penales convirtió 3 goles: dos en la cancha y uno en la serie de penales.
En el Torneo de Primera División 2015  Gimnasia por la segunda fecha del torneo jugó ante San Martín de San Juan el cual empató 1 a 1 con gol de Maximiliano Meza y en la fecha 15 Gimnasia se enfrentó a Unión de Santa Fe cuyo resultado fue 5 a 2 con un gol de Meza siendo marcado como la figura de la cancha por varios medios periodísticos. Actualmente milita en el fútbol club Monterrey de México.

### Club Atlético Independiente
Posteriormente, tras estos buenos rendimientos, Meza captó la atención de Independiente que lo compró por 2 millones de dólares por el 65% del pase y así estuvo a disposición de Gabriel Milito en 2016. Firmó por 4 años. 
Su momento más destacado llegaría en 2017 cuando Ariel Holan tomó las riendas del Club Atlético Independiente. Holan lo consideraba titular indiscutido y gracias a sus buenas actuaciones y sus goles, por ejemplo, el que convirtió contra Flamengo en la Final Ida de la Copa Sudamericana 2017, Independiente consiguió ganar su 17.ª copa internacional y su primer título personal.
El 28 de julio de 2018 firma con el club su renovación hasta el año 2021, una noticia muy esperada por los hinchas. 
El 8 de agosto del mismo año obtendría otro título con el club consagrándose campeón de la Copa Suruga Bank en Japón, sumando su segundo título en el club y en su carrera como jugador profesional.

### Club de Fútbol Monterrey
En 2019, Meza completó su traspaso en 15 millones de dólares más objetivos a México al unirse al Club de Fútbol Monterrey, firmando un contrato de cinco años, se le asignó la camiseta número 32. Ganó la Liga de Campeones de la Concacaf con ellos al vencer en la final a los Tigres de la UANL.

## Selección argentina
El 7 de marzo de 2018  fue convocado por primera vez por Jorge Sampaoli para representar a la Selección. Debutó en el encuentro amistoso frente a la Selección de España en preparación para la Copa Mundial de Fútbol 2018, donde fue uno de los mejores del equipo a pesar de la derrota 1-6.
El 21 de mayo de 2018 resultó seleccionado en la lista definitiva de 23 jugadores que dio Jorge Sampaoli para disputar la Copa Mundial de Fútbol de 2018.
Disputó los cuatro partidos que jugó la Selección Argentina en la Copa Mundial de Fútbol de 2018, en la que quedó eliminada en los octavos de final.

### Participaciones en Copas del Mundo
| Mundial           | Sede  | Resultado        | Partidos | Goles |
| ----------------- | ----- | ---------------- | -------- | ----- |
| Copa Mundial 2018 | Rusia | Octavos de final | 4        | 0     |

## Estadísticas

### Clubes
Actualizado de acuerdo al último partido jugado el 15 de mayo de 2025.
| Club                              | Div.          | Temporada     | Liga  | Liga  | Liga   | Copas nacionales | Copas nacionales | Copas nacionales | Torneos internacionales | Torneos internacionales | Torneos internacionales | Total | Total | Total  |
| Club                              | Div.          | Temporada     | Part. | Goles | Asist. | Part.            | Goles            | Asist.           | Part.                   | Goles                   | Asist.                  | Part. | Goles | Asist. |
| --------------------------------- | ------------- | ------------- | ----- | ----- | ------ | ---------------- | ---------------- | ---------------- | ----------------------- | ----------------------- | ----------------------- | ----- | ----- | ------ |
| Gimnasia y Esgrima (LP) Argentina | 2.ª           | 2012-13       | 14    | 0     | 0      | 2                | 0                | 0                | —                       | —                       | —                       | 16    | 0     | 0      |
| Gimnasia y Esgrima (LP) Argentina | 1.ª           | 2013-14       | 36    | 5     | 2      | 1                | 0                | 0                | —                       | —                       | —                       | 37    | 5     | 2      |
| Gimnasia y Esgrima (LP) Argentina | 1.ª           | 2014          | 8     | 0     | 0      | —                | —                | —                | —                       | —                       | —                       | 8     | 0     | 0      |
| Gimnasia y Esgrima (LP) Argentina | 1.ª           | 2015          | 32    | 4     | 6      | 3                | 0                | 0                | —                       | —                       | —                       | 35    | 4     | 6      |
| Gimnasia y Esgrima (LP) Argentina | 1.ª           | 2016          | 9     | 3     | 0      | 2                | 0                | 0                | —                       | —                       | —                       | 11    | 3     | 0      |
| Gimnasia y Esgrima (LP) Argentina | 1.ª           | 2016-17       | 2     | 0     | 0      | —                | —                | —                | —                       | —                       | —                       | 2     | 0     | 0      |
| Gimnasia y Esgrima (LP) Argentina | Total club    | Total club    | 101   | 12    | 8      | 8                | 0                | 0                | 0                       | 0                       | 0                       | 109   | 12    | 8      |
| C. A. Independiente Argentina     | 1.ª           | 2016-17       | 25    | 2     | 2      | 2                | 1                | 0                | 3                       | 0                       | 0                       | 30    | 3     | 2      |
| C. A. Independiente Argentina     | 1.ª           | 2017-18       | 19    | 3     | 4      | —                | —                | —                | 16                      | 3                       | 4                       | 35    | 6     | 8      |
| C. A. Independiente Argentina     | 1.ª           | 2018-19       | 11    | 1     | 4      | 1                | 1                | 0                | 6                       | 0                       | 0                       | 18    | 2     | 4      |
| C. A. Independiente Argentina     | Total club    | Total club    | 55    | 6     | 10     | 3                | 2                | 0                | 25                      | 3                       | 4                       | 83    | 11    | 14     |
| C. F. Monterrey · México          | 1.ª           | 2018-19       | 19    | 2     | 1      | —                | —                | —                | 8                       | 0                       | 0                       | 27    | 2     | 1      |
| C. F. Monterrey · México          | 1.ª           | 2019-20       | 29    | 1     | 1      | 7                | 2                | 0                | 3                       | 1                       | 0                       | 39    | 4     | 1      |
| C. F. Monterrey · México          | 1.ª           | 2020-21       | 36    | 7     | 4      | —                | —                | —                | 4                       | 4                       | 2                       | 40    | 11    | 6      |
| C. F. Monterrey · México          | 1.ª           | 2021-22       | 37    | 7     | 8      | —                | —                | —                | 2                       | 0                       | 1                       | 39    | 7     | 9      |
| C. F. Monterrey · México          | 1.ª           | 2022-23       | 39    | 5     | 5      | —                | —                | —                | —                       | —                       | —                       | 39    | 5     | 5      |
| C. F. Monterrey · México          | 1.ª           | 2023-24       | 37    | 7     | 4      | —                | —                | —                | 13                      | 3                       | 6                       | 50    | 10    | 10     |
| C. F. Monterrey · México          | 1.ª           | 2024-25       | 3     | 0     | 0      | —                | —                | —                | 2                       | 0                       | 0                       | 5     | 0     | 0      |
| C. F. Monterrey · México          | Total club    | Total club    | 200   | 29    | 23     | 7                | 2                | 0                | 32                      | 8                       | 9                       | 239   | 39    | 32     |
| C. A. River Plate Argentina       | 1.ª           | 2024          | 14    | 4     | 1      | 0                | 0                | 0                | 5                       | 0                       | 1                       | 19    | 4     | 2      |
| C. A. River Plate Argentina       | 1.ª           | 2025          | 11    | 0     | 1      | 1                | 0                | 0                | 7                       | 2                       | 1                       | 19    | 2     | 2      |
| C. A. River Plate Argentina       | Total club    | Total club    | 25    | 4     | 2      | 1                | 0                | 0                | 12                      | 2                       | 2                       | 38    | 6     | 4      |
| Total carrera                     | Total carrera | Total carrera | 381   | 51    | 43     | 19               | 4                | 0                | 69                      | 13                      | 15                      | 469   | 68    | 58     |
| 1. 2. 3.                          |               |               |       |       |        |                  |                  |                  |                         |                         |                         |       |       |        |

### Selecciones nacionales
| Selección | Año             | Amistosos | Amistosos | Amistosos | Eliminatorias(1) | Eliminatorias(1) | Eliminatorias(1) | Copa América | Copa América | Copa América | Mundial(2) | Mundial(2) | Mundial(2) | Total | Total | Total  |
| Selección | Año             | Part.     | Goles     | Asist.    | Part.            | Goles            | Asist.           | Part.        | Goles        | Asist.       | Part.      | Goles      | Asist.     | Part. | Goles | Asist. |
| --- | --------------- | --------- | --------- | --------- | ---------------- | ---------------- | ---------------- | ------------ | ------------ | ------------ | ---------- | ---------- | ---------- | ----- | ----- | ------ |
| Absoluta Argentina | 2018            | 6         | 0         | 0         | —                | —                | —                | —            | —            | —            | 4          | 0          | 0          | 10    | 0     | 0      |
| Absoluta Argentina | 2022            | —         | —         | —         | 1                | 0                | 0                | —            | —            | —            | —          | —          | —          | 1     | 0     | 0      |
| Total selección | Total selección | 6         | 0         | 0         | 1                | 0                | 0                | 0            | 0            | 0            | 4          | 0          | 0          | 11    | 0     | 0      |
| (1) Incluye datos de partidos de eliminatorias para el Copa Mundial de Fútbol de 2022. (2) Incluye datos del Mundial de Fútbol de 2018. |                 |           |           |           |                  |                  |                  |              |              |              |            |            |            |       |       |        |

### Resumen estadístico
| Torneo                  | Part. | Goles | Asist. |
| ----------------------- | ----- | ----- | ------ |
| Liga                    | 345   | 46    | 41     |
| Copas nacionales        | 18    | 4     | 0      |
| Torneos internacionales | 52    | 10    | 13     |
| Selección de Argentina  | 11    | 0     | 0      |
| Total                   | 426   | 50    | 54     |

## Palmarés

### Campeonatos nacionales
| Título  | Club            | País   | Año    |
| ------- | --------------- | ------ | ------ |
| Liga MX | C. F. Monterrey | México | A-2019 |
| Copa MX | C. F. Monterrey | México | 2020   |

### Campeonatos internacionales
| Título                           | Club                | Sede           | Año  |
| -------------------------------- | ------------------- | -------------- | ---- |
| Copa Sudamericana                | C. A. Independiente | Río de Janeiro | 2017 |
| Copa Suruga Bank                 | C. A. Independiente | Osaka          | 2018 |
| Liga de Campeones de la Concacaf | C. F. Monterrey     | Guadalupe      | 2019 |
| Liga de Campeones de la Concacaf | C. F. Monterrey     | Guadalupe      | 2021 |

### Distinciones individuales
| Distinción                                                                                   | Año  |
| -------------------------------------------------------------------------------------------- | ---- |
| Mejor jugador del partido Inter de Miami vs Monterrey en la Copa de Campeones de la Concacaf | 2024 |

### Otros logros
- Subcampeón Primera B Nacional 2012-13 y subcampeón Recopa Sudamericana 2017.
- Ascenso a Primera División con Gimnasia y Esgrima.
- 11 ideal Copa Sudamericana 2017.
- 11 ideal Concachampions 2021.

## Vida privada
Es hermano del también futbolista Juan Cruz Meza, con quién comparte plantel en River Plate.